# 森田恭子
森田恭子（もりた きょうこ）は、日本の音楽ライター。

## 経歴
1980年代に創刊されたPATi PATi でライターとして活動。
フリーになってからも音楽ライターとして精力的に活動。その一方でFM局のDJなどでも活躍する。
2003年10月に音楽雑誌『LuckyRaccoon』創刊。

## おもな執筆作品
- ゆず不自然（ソニーマガジンズ） - 2001年7月
- 君だけにラジヲ-FM802 MUSIC GUMBO FRIDAY（浪漫新社） - 1992年9月
- GRIP!-SPARKS GO GO（ソニーマガジンズ） - 1991年9月
- P.S. 世界でいちばん長い追伸―森田恭子の本（ソニーマガジンズ） - 1990年12月

## その他の活動

### DJ
- FUNKY STUDIO 802 MUSIC GUMBO - FM802
- おとといラジオ - FM COCOLO

### 作詞
- C-C-B 『もう、遅すぎて』

麻亜 一花（まぁ いっか）名義。アルバム『信じていれば』に収録